# Heinrich Gebhardt (Verwaltungsjurist)
Heinrich Gebhardt (* 6. März 1873 in Alsfeld; † 9. Dezember 1955 in Dieburg) war ein deutscher Verwaltungsjurist und zuletzt Provinzialdirektor der Provinz Starkenburg.

## Leben
Gebhardt war ein Sohn des späteren Oberamtsrichters am Amtsgericht Gießen Heinrich Gebhardt. Er besuchte das Gymnasium in Gießen und machte dort im Frühjahr 1891 sein Abitur. Danach studierte er Rechtswissenschaften an der Universität Gießen und wurde dort wie schon sein Vater Mitglied des Corps Hassia. Später setzte er seine Studien in München und Leipzig fort. Im Sommersemester 1894 kehrte er nach Gießen zurück und legte dort das Fakultätsexamen ab.
Nach bestandenem Assessorexamen wurde Gebhardt 1901 Polizeiamtmann beim Polizeiamt in Darmstadt, dann Kreisamtmann in Lauterbach, 1907 am Kreisamt in Mainz. 1910 wurde er zum Regierungsrat und Vorstand des Polizeiamts in Gießen ernannt. Am Ersten Weltkrieg nahm er als Hauptmann der Artillerie teil. 1919 wurde er Polizeidirektor in Offenbach am Main, 1921 Kreisdirektor in Dieburg, 1924 Kreisdirektor in Friedberg und 1928 Provinzialdirektor der Provinz Starkenburg sowie Kreisdirektor des Kreises Darmstadt. Am 30. Januar 1934 wurde er von den nationalsozialistischen Machthabern gegen seinen Willen in den Ruhestand versetzt. Angesichts des kriegsbedingten Personalmangels stellte er sich 1942 wieder zur Verfügung und war von 1943 bis 1. Juli 1945 mit der Führung der Geschäfte des Landratsamts Dieburg beauftragt.
Beigesetzt wurde er auf dem Waldfriedhof in Darmstadt.